# جوزيف ويلهلم ماير
جوزيف ويلهلم ماير (بالألمانية: Gottlob Wilhelm Meyer)‏ (و. 1768 – 1816 م) هو مؤلف ألماني، ولد في لوبيك، توفي في إرلنغن، عن عمر يناهز 48 عاماً.

## مناصب
تولى منصب أستاذ جامعي.

## التعليم
تعلم في Katharineum ‏، وجامعة ينا، وجامعة غوتينغن.